# Гемианопсия

Проводящие пути зрительного анализатора
1 — Левая половина зрительного поля,
2 — Правая половина зрительного поля,
3 — Глаз,
4 — Сетчатка,
5 — Зрительные нервы,
6 — Глазодвигательный нерв,
7 — Хиазма,
8 — Зрительный тракт,
9 — Латеральное коленчатое тело,
10 — Верхние бугры четверохолмия,
11 — Неспецифический зрительный путь,
12 — Зрительная кора головного мозга.

Гемианопси́я (др.-греч. ἡμι- — полу- + ἀν- — отрицательная приставка + ὄψις — зрение) — двухсторонняя слепота в половине поля зрения. Гемианопсия обусловлена поражением зрительной системы на уровне хиазмы зрительных трактов, зрительных путей или зрительной коры головного мозга.

## Терминология
Гемианопсия с выпадением одноимённых (правых или левых) половин полей зрения называется гомонимной, разноимённых (двух носовых или двух височных) половин — гетеронимной. Выпадение височных половин полей зрения называется гетеронимной битемпоральной гемианопсией, выпадение носовых половин — биназальной гемианопсией. Помимо полного выпадения половины полей зрения, может наблюдаться частичная, квадрантная (четвертная — верхняя или нижняя) гемианопсия, гемианопическая скотома (слепое пятно). Сохранение одной из половин поля зрения определяется как гемиопия (то есть глаз, характеризуемый правосторонней гемианопсией, обладает одновременно левосторонней гемиопией, и наоборот).

## Топика поражения
Частичное поражение перекрёста зрительных нервов проявляется гемианопической скотомой. Гетеронимная (разноимённая) битемпоральная гемианопсия наблюдается при поражении центральной области перекрёста зрительных нервов (вследствие опухолей гипофиза, гидроцефалического расширения воронки и др.). Биназальная гемианопсия встречается реже, при поражении наружных волокон хиазмы (вследствие базальных воспалительных процессов или двусторонних аневризм интракраниальных отделов сонных артерий).
Гомонимная гемианопсия отмечается при поражении зрительного тракта, наружного коленчатого тела, задней ножки внутренней капсулы, зрительной лучистости или области шпорной борозды. При этом правостороннее поражение вызывает левостороннюю гомонимную гемианопсию, и наоборот.
Верхнеквадрантная гомонимная гемианопсия возникает при поражении вентральной части зрительного пути или нижней губы шпорной борозды, нижнеквадрантная — дорсальной части зрительного пути или верхней губы шпорной борозды.
Двухстороннее поражение зрительной коры головного мозга (затылочных долей) проявляется горизонтальной верхней или нижней гемианопсией или двухсторонней гемианопсией с сохранением центрального зрения.

## Иллюстрации

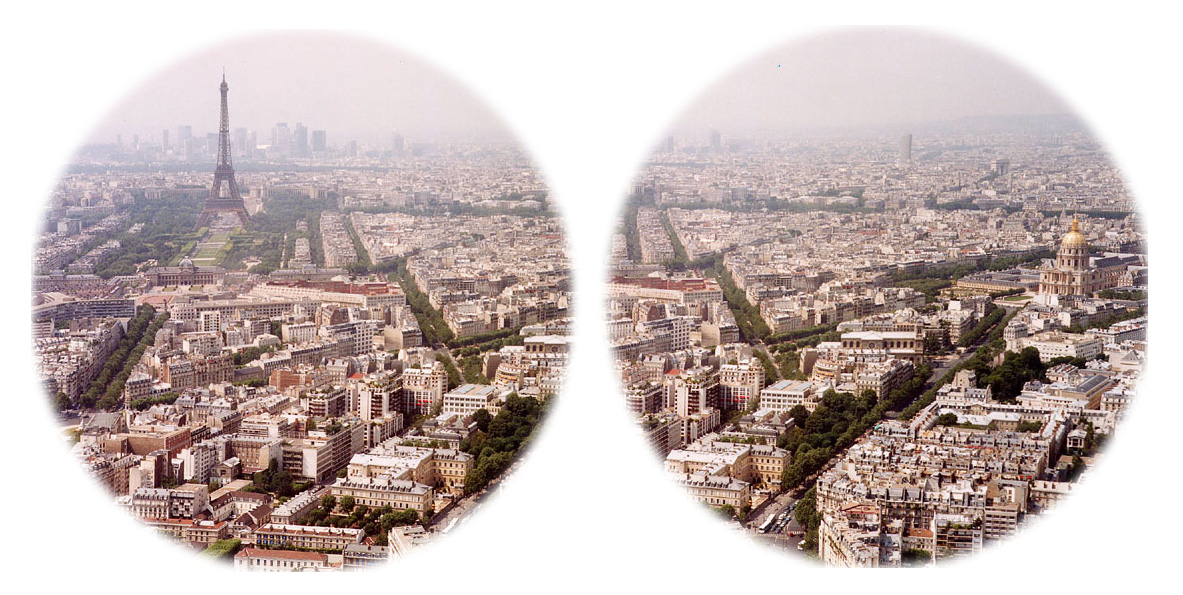
Нормальное зрение
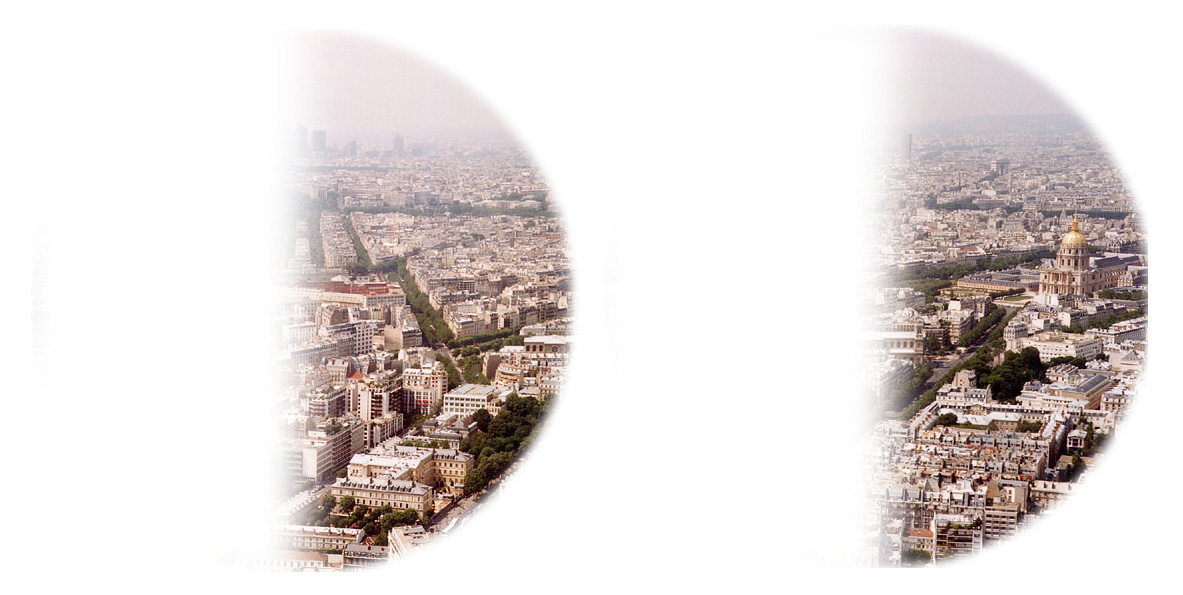
Гомонимная гемианопсия
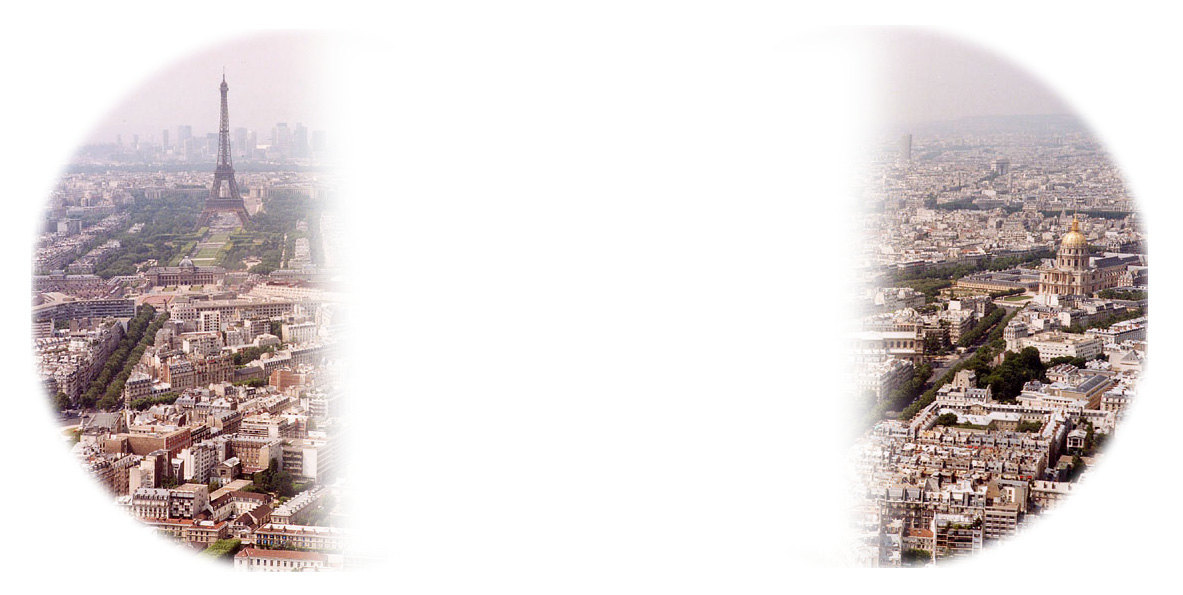
Гетеронимная биназальная гемианопсия
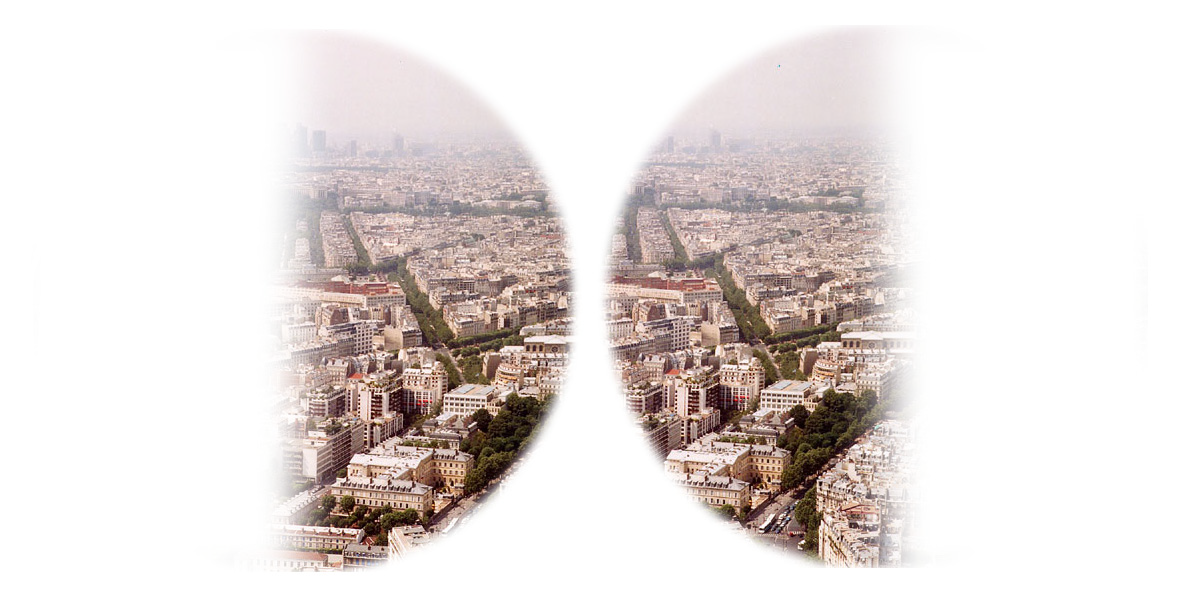
Гетеронимная битемпоральная гемианопсия
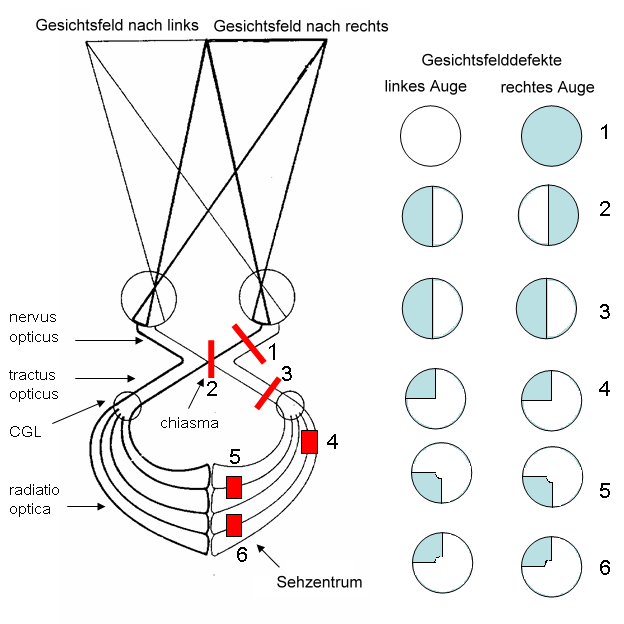
Варианты гемианопсии в соответствии с топикой поражения